# Real Kashmir FC
Der Real Kashmir Football Club ist ein indischer Fußballverein aus Srinagar, der aktuell in der I-League, spielt.

## Erfolge
- I-League 2nd Division: 2017/18  ▲
- IFA Shield: 2020, 2021

## Stadion
Der Verein trägt seine Heimspiele im TRC Turf Ground in Srinagar aus. Das Stadion hat ein Fassungsvermögen von 15.000 Zuschauern.

## Trainerchronik
| Name              | von            | bis                |
| ----------------- | -------------- | ------------------ |
| Davie Robertson   | 2. Januar 2017 | 16. September 2022 |
| Mehrajuddin Wadoo | 1. Juni 2022   | heute              |